# Nikola Petkov
Nikola Dimitrov Petkov, född 8 juli 1893, död 23 september 1947 i Sofia, var en bulgarisk politiker för agrarpartiet.

## Biografi
Petkov utexaminerades från gymnasiet i Sofia 1910 och studerade efter det juridik och politik på Sorbonne i Paris. Han återvände till Bulgarien att delta i Balkankrigen (1912-1913) som tjänstgjorde i ett gardesregemente. Efter första världskriget fortsatte han sina studier i Paris och tog examen med utmärkta betyg 1922. Han arbetade i den bulgariska legationen i Paris. Efter kuppen 9 jun 1923 när BZNS-regeringen under  Aleksandar Stamboliyski förlorade makten, avgick Petkov och stannade i Frankrike där han arbetade som journalist.
År 1929 återvände han till Bulgarien och blev redaktör för tidningarna Zemya (1931-1932) och Zemedelsko zname - ett organ för bulgariska agrara folkunionen "Aleksandar Stamboliyski" (1932-1933). Han förberedde och publicerade en bok om Aleksandar Stamboliyski där han gjorde en politisk analys och karakteristik av personlighet och verksamhet hos de agrara ledarna.
Efter kuppen 19 maj 1934 samarbetade Petkov med de demokratiska partierna inklusive arbetarpartiet - den sanktionerade organisationen av det förbjudna  bulgariska kommunistpartiet. Han valdes in till den 24:e nationalförsamlingen (1938-1939).
På grund av sin antifascistiska aktivitet ogiltigförklarades Petkovs val som en medlem av parlamentet i december 1938 och han internerades i Ivailovgrad.
Efter att G. M. Dimitrov emigrerade 1941, tog Petkov ledningen av BZNS "Aleksandar Stamboliyski". Samma år skickades han till Gonda Voda-lägret. Han förhandlade med de andra demokratiska partierna om inrättandet av en Fosterlandsfront (FF) och representerade BZNS i det nationella rådet för FF. År 1943 blev Petkov sedan internerad i Svishtov där han fortsatte med sin politiska aktivitet och var engagerad i organisationen av FF. Han träffade där också Kosta Lulchev och andra politiska aktivister. Sommaren 1944 återkom han till Sofia.

## Politisk aktivitet
Från 9 september 1944 till 26 augusti 1945 var Petkov minister utan portfölj i den första regeringen med FF. Från januari 1945 blev han ledare för den antikommunistiska förenade oppositionen och från 26 november 1946 var han ledamot i den 6:e nationalförsamlingen.
Hans kamp för att bevara den parlamentariska demokratin sågs av kommunisterna som en form av kontrarevolutionär verksamhet. Hans parlamentariska immunitet hävdes den 5 juni 1947 och han greps i parlamentsbyggnaden. Efter en skenrättegång där försvaret nekades rätten till rättsligt biträde eller att lägga fram bevis, fälldes han för spionage och dömdes till döden den 16 augusti samma år. Han hängdes den 23 september 1947 och begravdes i en okänd grav, men har postumt rehabiliteras den 15 januari 1990.